# 江木欣々
江木 欣々（えぎ きんきん、1877年（明治10年）1月30日 - 1930年（昭和5年）2月20日）は、明治期の法律学者・江木衷の妻。本名は栄子。号を欣々、または欣々栄と称した。生年は1879年（明治12年）説（墓誌）がある。父は初代愛媛県知事関新平、母は関家の女中藤谷花（花子とも。麹町の袋物屋「大和屋」の娘）。異父弟にシャープ創業者の早川徳次、異母妹（新平の正妻の子）に、ませ子（万世子）がいる。九条武子、柳原白蓮と並んで大正三美人と称された。

## 略歴
関が大審院判事として東京へ単身赴任中、女中の藤谷に手を付け栄子が生れた。栄子は京橋区木挽町の古道具屋に養女に出されたのち、5歳ごろに本所緑町の顔役（親分）の田岡某にもらわれ、16歳で栄子を生んだ母親とは生涯会うことはなかった。養父の病死で養家が困窮したため、新橋の花街で半玉となった。
栄子は16歳で九州の細川家の元家老職で50代の有吉立愛男爵（1840-1893）に落籍され正妻となった。しかし夫は1年あまりで病没。栄子は有吉家を出されて再び花柳界に戻り、神田明神下の講武所で芸者となった（講武所で半玉となり、夫の没後、新橋の置屋「松屋」の芸者ぼたんとなったとする説も）。
栄子は講武所の美貌芸者として名をはせ、明神下の開花楼で開かれた弁護士たちの宴会で19歳年上の江木衷と出会い、間もなく衷と結婚した。二人はもともと顔見知りで、衷が東大法科生のころ、下宿先に洗濯屋の御用聞きに来ていた美少女が栄子だった。結婚後は自宅で関係者を集めてパーティを開き、そこが自ずから社交場となった。栄子は詩、書、画、篆刻、謡曲と広い趣味と才人ぶりを見せて花形となった。避暑地軽井沢での乗馬姿は土地の名物として衆人の目を惹いていたほどであったという。
1925年（大正14年）に夫と死別。1930年（昭和5年）、大阪の早川の家で首吊り自殺した（知人だった長谷川時雨は、場所を京都の宿としている）。
異母妹に悦子、藤子、ませ子がおり、悦子は関場不二彦と離婚後、江木鰐水の子で江木写真館を創設した江木保男の後妻となる。ませ子は美人画家の鏑木清方の傑作「築地明石町」のモデルとして知られ、江木保男の先妻（鶴田皓の娘）との子で農務省役人の江木定男に嫁ぎ、子に猪谷妙子(猪谷善一妻)、双子の江木武彦・文彦がいる。妙子の子には、戦後の国際女優・谷洋子がいる。
江木欣々は十剣大神流の粕川廩子より女式の柔術を学んでおり、1917年4月5日に免許皆伝を受けている。